# 篠崎まゆ
篠崎 まゆ（しのざき - 、1981年12月27日 - ）は、栃木県出身のタレント・元レースクイーン。スタイルコーポレーションに所属していた。
D3パブリッシャーから発売されたPlayStation 2ソフト『SIMPLE 2000シリーズ Vol.53 THE カメラ小僧』の写真大会に、ゲーム雑誌のファミ通が優勝した。篠崎は応募写真として金メダルを獲得している。「どの写真もすごくステキだったので、すごく悩みながら選ばせていただきました！」との事。カメラマンはスタジオアトム所属のミル・カメラカラス。
趣味はカラオケ、特技はヒップホップダンス。

## 主な活動
- GT選手権『YOKOHAMAタイヤ ADVANGAL』 （2003年）
- スーパー耐久レースイメージガール『桜三世』（2004年～2005年）
- 総合格闘技DREAMラウンドガール（2008年）

## 出演

### テレビ
- 銀玉王（テレビ神奈川）
- 笑っていいとも!増刊号（フジテレビ）
- 朝は楽しく!スマイルサプリメント（テレビ東京）

### CM
- 台湾ワコール「NAMI～NAMI」（2005年）

### 舞台
- 僕らのかわいい女神達〜GRAFI（2006年3月）

## リリース作品

### 写真集
- HIP HOP!（2004年11月26日発売、アポロ出版）

### DVD
- HIP HOP!（2004年11月26日発売、アポロ出版）
- purple（2005年9月28日発売、STYLE JAPAN MUSIC）
- 桜色（2005年11月15日発売、STYLE JAPAN MUSIC）

## 受賞歴
- オートギャラリー東京「レースクイーングランプリ」受賞（2004年）